# Tylophora multiflora
Tylophora multiflora är en oleanderväxtart som först beskrevs av Robert Wight och Arn., och fick sitt nu gällande namn av Arthur Hugh Garfit Alston. Tylophora multiflora ingår i släktet Tylophora och familjen oleanderväxter. Inga underarter finns listade i Catalogue of Life.